# Paragylla albovenosa
Paragylla albovenosa là một loài bướm đêm thuộc phân họ Arctiinae, họ Erebidae.